# Mecia de Viladestes
Mecia de Viladestes, también conocido como Mecià o Macià de Viladestes (c. 1370 - después de 1421) fue un cartógrafo judeo-converso de la denominada escuela cartográfica mallorquina. El nombre Mecia es una variante de Macià, Matías o Mateo. 

## Biografía
Nació en el seno de una familia de religión judía. Su nombre de nacimiento era Samuel Corchós. Se convirtió al cristianismo durante la masacre de 1391. Su padrino de bautismo fue el jurista mallorquín Jaume de Viladesters, lo cual explica que pasase a llamarse Macià de Vaildesters o Viladestés. En 1401 viajó a Sicilia con licencia del gobernador de Mallorca.
Era buxoler, es decir, un artesano que fabricaba brújulas y otros instrumentos náuticos, e iluminador (faciendi busolas et illuminandi). Aprendió el oficio con Jafuda Cresques hasta que cumplió 20 años de edad, en 1390. Estuvo casado con una mujer llamada Coloma, vivió hasta al menos 1421 y probablemente fuese hermano del también cartógrafo Joan de Viladestes.

## Obra
Se conservan dos cartas portulanas firmadas por Meciade Viladestes:
- Una de 1413, conservada en la Biblioteca Nacional de Francia en París.[5]
- Oyra de 1420, conservada en la Biblioteca Medicea Laurenziana de Florencia.

### Carta de 1413

Carta portulana realizada en 1413 por Mecia de Viladestes.

Se le conoce principalmente por su carta portulana de 1413 que muestra Europa, el norte de África, el Mar Rojo y partes del Mar Caspio, el Golfo Pérsico y el Mar Báltico. El mapa mide 1,21 X 0,87 m y lleva la inscripción en letras de oro MECIA DE VILA DESTIS ME FECIT IN ANO MCCCCXIII, es decir, Me hizo Mecia de Viladestes en el año 1413.
Fue descubierto en 1806 por Joaquín Lorenzo Villanueva en los archivos del monasterio cartujo del Val de Cristo, cerca de la ciudad de Segorbe (Castellón, España). Se cree por ello que puede ser la misma carta de navegar que fue comprada para dicho monasterio en 1413 al precio de 7 libras y 10 sous. En 1857 fue vendida por 800 francos a la Biblioteca Nacional de Francia.  Su primera reproducción completa fue publicada en 1896.
Esta carta es uno de los primeros mapas europeos en mostrar detalles de África al sur de las montañas del Atlas. Esto incluye material factual, como Mali con Tombuctú y una imagen de su rey del siglo XIV, Mansa Musa; así como material conjetural, como el Preste Juan, mostrado en Etiopía. En el Atlántico Norte se muestra un barco ballenero. La frontera entre Inglaterra y Escocia está muy estilizada, con montañas y dos castillos (probablemente Carlisle y Edimburgo) mostrados en ángulos rectos respecto a la frontera, y ríos que corren de este a oeste desde las montañas. Esta convención puede haber dado a la representación de Inglaterra y Escocia como islas separadas en cartas portulanas posteriores.
|                       |
| Mansa Musa y Tombuctú |

|                           |
| Ballenero en el Atlántico |

|                                  |
| Escocia y el norte de Inglaterra |